# Riama kiziriani
Espèce
Riama kiziriani est une espèce de sauriens de la famille des Gymnophthalmidae.

## Répartition
Cette espèce est endémique d'Équateur. 

## Étymologie
Cette espèce est nommée en l'honneur de David A. Kizirian.

## Publication originale
- Sánchez-Pareco, Aguirre-Penafiel & Torres-Carvajal, 2012 : Lizards of the genus Riama (Squamata: Gymnophthalmidae): the diversity in southern Ecuador revisited. South American Journal of Herpetology, vol. 7, no 3, p. 259-275.